# Абдулгашумов, Асали Даниялович
Асали Даниялович Абдулгашумов (род. 5 мая 1994, Ахты, Дагестан) — российский тяжелоатлет, призёр чемпионатов России. Выступал в весовых категориях до 56-69 кг. Тренируется под руководством Халила Мирзоева.

## Биография
Является уроженцем села Ахты. В ноябре 2014 года на Кипре на юниорском и молодёжное Первенстве Европы стал победителем.

## Спортивные результаты
- Первенство России по тяжёлой атлетике среди юношей 2009 года — ;
- Первенство России по тяжёлой атлетике среди юношей 2010 года — ;
- Первенство России по тяжёлой атлетике среди юношей 2011 года — ;
- Чемпионат России по тяжёлой атлетике 2011 года — ;
- Первенство России по тяжёлой атлетике среди юношей 2012 года — ;
- Первенство России по тяжёлой атлетике среди юниоров 2013 года — ;
- Первенство Европы по тяжёлой атлетике среди юниоров 2013 года — ;
- Первенство России по тяжёлой атлетике среди юниоров 2014 года — ;
- Первенство Европы по тяжёлой атлетике среди юниоров 2014 года — ;
- Чемпионат России по тяжёлой атлетике 2014 года — ;
- Чемпионат Москвы по тяжёлой атлетике 2015 года — ;